# Giải bóng đá Hạng Nhì Quốc gia 2006
Giải bóng đá Hạng Nhì Quốc gia 2006 là giải thi đấu bóng đá lần thứ 10 của Giải bóng đá hạng nhì quốc gia do VFF tổ chức và quản lý giải đấu.

## Các đội tham dự
Mùa giải 2006, có 17 đội bóng tham dự, được chia thành ba bảng A, B và C.
Bảng A gồm 6 đội khu vực phía Bắc: Công Nhân Bia Đỏ Hà Nội, Hà Tĩnh, Quân khu 2, Quân khu 3, Sara Thành Vinh, Than Quảng Ninh. Bảng B gồm năm đội khu vực miền Trung - Cao Nguyên -miền Đông -Thành phố Hồ Chí Minh: Đăk Lăk, Quân khu 7, Thành Nghĩa Dung Quất Quảng Ngãi, Thành Long, Thép Miền Nam - Bình Thuận. Bảng C gồm sáu đội khu vực miền Tây là Bến Tre, Cà Mau, Cần Thơ, Kiên Giang, Ngói Đồng Tâm Long An và Vĩnh Long.
Câu lạc bộ bóng đá Sara Thành Vinh sau đó đổi tên thành "Câu lạc bộ bóng đá Halida Sara Thành Vinh" vào ngày 2 tháng 5 năm 2006.
| Số thứ tự | Đội bóng                         | Trụ sở                | Sân nhà                 |
| --------- | -------------------------------- | --------------------- | ----------------------- |
| 1         | Công Nhân Bia Đỏ                 | Hà Tây                | Sân vận động Hà Tây     |
| 2         | Quân khu 3                       | Nam Định              | Sân vận động Quân khu 3 |
| 3         | Hà Tĩnh                          | Hà Tĩnh               | Sân vận động Hà Tĩnh    |
| 4         | Thành Nghĩa Dung Quất Quảng Ngãi | Quảng Ngãi            | Sân vận động Quảng Ngãi |
| 5         | Quân khu 2                       | Phú Thọ               | Sân vận động Quân khu 2 |
| 6         | Đắk Lắk                          | Đắk Lắk               | Buôn Mê Thuột           |
| 7         | Sara Thành Vinh                  | Vinh                  | Sân vận động Vinh       |
| 8         | Than Quảng Ninh                  | Quảng Ninh            | Sân vận động Cẩm Phả    |
| 9         | Quân khu 7                       | Phú Nhuận             | Sân vận động Quân khu 7 |
| 10        | Thành Long                       | Thành phố Hồ Chí Minh | Sân vận động Thành Long |
| 11        | Bến Tre                          | Bến Tre               | Sân vận động Bến Tre    |
| 12        | Kiên Giang                       | Kiên Giang            | Sân vận động Kiên Giang |
| 13        | Vĩnh Long                        | Vĩnh Long             | Sân vận động Vĩnh Long  |
| 14        | Thép Miền Nam Bình Thuận         | Phan Thiết            | Sân vận động Phan Thiết |
| 15        | Cần Thơ                          | Cần Thơ               | Sân vận động Cần Thơ    |
| 16        | Cà Mau                           | Cà Mau                | Sân vận động Cà Mau     |
| 17        | Ngói Đồng Tâm Long An            | Long An               | Sân vận động Long An    |

## Thể thức
Các đội bóng tại mỗi bảng sẽ thi đấu theo thể thức vòng tròn 2 lượt đi và về (sân nhà và sân đối phương) để tính điểm xếp hạng. Đội xếp thứ nhất ở mỗi bảng được quyền thi đấu tại giải hạng Nhất Quốc gia 2007 và không đội nào phải xuống thi đấu tại giải hạng Ba 2007.
Giải bóng đá hạng Nhì Quốc gia mùa giải 2006 sẽ là cuộc tranh tài của 17 đội bóng đến từ ba miền Bắc - Trung - Nam của tổ quốc, trong đó có 2 đại diện của giải Hạng Nhất năm 2005 xuống hạng Nhì năm 2006, 4 đội hạng Ba năm 2005 xuất sắc giành quyền thăng hạng và 11 gương mặt cũ của giải năm trước.
Các đội bóng tại mỗi bảng sẽ cùng nhau tranh tài để chọn ra đội bóng xếp thứ nhất của 3 bảng lên thi đấu tại giải hạng Nhất mùa giải năm 2007
Mùa giải này, BTC không tổ chức trận Chung kết để xác định đội Nhất, Nhì chung cuộc như mùa giải trước mà sẽ tính điểm và các chỉ số phụ để xếp hạng Nhất - Nhì - Ba toàn giải cho 3 đội xếp thứ nhất tại ba bảng.

## Bảng xếp hạng

### Bảng A
| VT | Đội              | ST | T | H | B | BT | BB | HS | Đ  | Kết quả                        |
| -- | ---------------- | -- | - | - | - | -- | -- | -- | -- | ------------------------------ |
| 1  | Than Quảng Ninh  | 10 | 6 | 4 | 0 | 12 | 4  | +8 | 22 | Thăng hạng lên V.League 2 2007 |
| 2  | Sara Thành Vinh  | 10 | 5 | 2 | 3 | 11 | 7  | +4 | 17 |                                |
| 3  | Công Nhân Bia Đỏ | 10 | 2 | 5 | 3 | 6  | 8  | −2 | 11 |                                |
| 4  | Quân khu 3       | 10 | 2 | 5 | 3 | 8  | 11 | −3 | 11 |                                |
| 5  | Hà Tĩnh          | 10 | 2 | 4 | 4 | 8  | 10 | −2 | 10 |                                |
| 6  | Quân khu 2       | 10 | 2 | 2 | 6 | 8  | 13 | −5 | 8  |                                |

### Bảng B
| VT | Đội                              | ST | T | H | B | BT | BB | HS  | Đ  | Kết quả                        |
| -- | -------------------------------- | -- | - | - | - | -- | -- | --- | -- | ------------------------------ |
| 1  | Thành Nghĩa Dung Quất Quảng Ngãi | 8  | 6 | 0 | 2 | 14 | 10 | +4  | 18 | Thăng hạng lên V.League 2 2007 |
| 2  | Quân khu 7                       | 8  | 5 | 0 | 3 | 19 | 9  | +10 | 15 |                                |
| 3  | Thép Miền Nam Bình Thuận         | 8  | 4 | 0 | 4 | 11 | 15 | −4  | 12 |                                |
| 4  | Đắk Lắk                          | 8  | 3 | 1 | 4 | 11 | 12 | −1  | 10 |                                |
| 5  | Thành Long                       | 8  | 1 | 1 | 6 | 10 | 19 | −9  | 4  |                                |

### Bảng C
| VT | Đội                   | ST | T | H | B | BT | BB | HS  | Đ  | Kết quả                        |
| -- | --------------------- | -- | - | - | - | -- | -- | --- | -- | ------------------------------ |
| 1  | Cần Thơ               | 10 | 6 | 2 | 2 | 18 | 6  | +12 | 20 | Thăng hạng lên V.League 2 2007 |
| 2  | Cà Mau                | 10 | 6 | 2 | 2 | 13 | 8  | +5  | 20 |                                |
| 3  | Bến Tre               | 10 | 4 | 3 | 3 | 17 | 14 | +3  | 15 |                                |
| 4  | Kiên Giang            | 10 | 3 | 3 | 4 | 13 | 12 | +1  | 12 |                                |
| 5  | Vĩnh Long             | 10 | 3 | 2 | 5 | 12 | 15 | −3  | 11 |                                |
| 6  | Ngói Đồng Tâm Long An | 10 | 1 | 2 | 7 | 11 | 29 | −18 | 5  |                                |

## Kết quả chung cuộc
Ba đội giành được quyền thăng hạng lên Hạng Nhất 2007:  
- Than Quảng Ninh (nhất bảng A)
- Thành Nghĩa Dung Quất Quảng Ngãi (nhất bảng B)
- Cần Thơ (nhất bảng C)

Danh hiệu toàn mùa giải:
- Đội nhất toàn giải: Thành Nghĩa Dung Quất Quảng Ngãi (18đ)
- Đội nhì toàn giải: Than Quảng Ninh (16đ)
- Đội ba toàn giải: Cần Thơ (14đ).[5]